# Golden Slumber
Pour plus de détails, voir Fiche technique et Distribution.
Golden Slumber (hangeul : 골든 슬럼버 ; RR : Goldeun Seulleombeo ; littéralement, « Sommeil d'or ») est un thriller sud-coréen coécrit et réalisé par Noh Dong-seok, sorti en 2018. Il s’agit de l'adaptation du roman éponyme de Kōtarō Isaka publié en novembre 2007,.

## Synopsis
Gun-woo (Kang Dong-won), un livreur postal ordinaire fiable et sympathique qui gagne une renommée inattendue en sauvant une vedette de K-pop, est impliqué malgré lui dans une conspiration politique et est accusé d'avoir assassiné un candidat à l'élection présidentielle.

## Fiche technique
- Titre original : 골든 슬럼버
- Titre international : Golden Slumber
- Réalisation : Noh Dong-seok
- Scénario : Lee Hae-joon, Noh Dong-seok et Cho Ui-seok (en)
- Photographie : Kim Jeong-wook et Kim Tae-seong
- Montage : Sin Min-kyeong
- Musique : Kim Tae-seong
- Production : Oh Hyo-jin
- Société de production : Zip Cinema
- Société de distribution : CJ Entertainment
- Pays d’origine :  Corée du Sud
- Langue originale : coréen
- Format : couleur
- Genre : thriller
- Durée : 108 minutes
- Date de sortie :
  - Corée du Sud : 14 février 2018

## Distribution
- Kang Dong-won : Kim Geon-woo
- Kim Eui-sung : M. Min
- Kim Sung-kyun (en) : Choi Geum-cheol
- Kim Dae-myung (en) : Jang Dong-gyoo
- Han Hyo-joo : Jeon Seon-yeong
- Yoon Kye-sang : Moo-yeol (apparition spéciale)
- Lee Hang-na : le chef d'équipe Do
- Park Hoon : le chef d'équipe Sun
- Kim Jae-young : Park Goon
- Jo Young-jin : Yoo Yeong-gook
- Jung Jae-sung : Jo Se-hyeon
- Jeong Hyeong-seok : l'inspecteur Cha
- Baek Bong-ki (en) : le livreur
- Lee Sang-hee (en) : Geum Cheol-cheo
- Yum Hye-ran : la femme âgée du magasin
- Yoo Jae-myung : Hwang Jin-ho
- Lee Jun-hyeok (en) : le chirurgien esthétique (caméo)
- Jung So-min : Yoo-mi (caméo)
- Choi Woo-sik : Joo-ho (caméo)
- Kim Yoo-jung : Soo-ah (apparition spéciale)
- Namgoong Yeon : la voix du DJ à la radio (apparition spéciale)

## Accueil

### Promotion
Le 17 janvier 2018, une conférence de presse a lieu au multiplex CGV (en) d'Apgujeong (en). La distribution principale est présente, ainsi que le réalisateur.
L'affiche principale du film est présentée le 19 janvier 2018, et la bande annonce le 1er février 2018.

### Sorties
Golden Slumber sort le 14 février 2018 en Corée du Sud.
Le film sort à l'échelle internationale aux États-Unis, à Taiwan, à Hong Kong, en Inde, en Australie, en Nouvelle-Zélande, à Singapour, en Malaisie, au Brunei, en Thaïlande, au Cambodge et aux Philippines,,.

### Box-office
Durant son premier week-end, Golden Slumber se classe à la troisième place du box-office sud-coréen avec 628 197 entrées. Le film remporte 7,71 millions de dollars durant ses cinq premiers jours d'exploitation.